# Abies religiosa
Abies religiosa är en tallväxtart som först beskrevs av Carl Sigismund Kunth, och fick sitt nu gällande namn av Diederich Franz Leonhard von Schlechtendal och Adelbert von Chamisso. Abies religiosa ingår i släktet ädelgranar, och familjen tallväxter. IUCN kategoriserar arten globalt som livskraftig. Inga underarter finns listade i Catalogue of Life.
Arten förekommer i bergstrakter och på högplatå i Mexiko och Guatemala. Den hittas mellan 1200 och 4100 meter över havet. Abies religiosa växer ofta på mark av vulkaniskt ursprung. Vädret i regionen är kyligt och nära havet förekommer mycket regn eller snö. På bergstoppar hittas ibland trädgrupper med endast Abies religiosa. Vanligare är barrskogar tillsammans med Pinus montezumae, Pinus hartwegii och douglasgran eller blandskogar med ekar, Alnus acuminata och glanshägg. Undervegetationen bildas av arter från smultronträdssläktet, från odonsläktet, från roslingsläktet, från vinbärssläktet och från fuchsiasläktet.
Monarkfjärilen är särskild kopplad till trädet. Flera miljoner exemplar av fjärilen övervintrar vid Abies religiosa.

## Bildgalleri

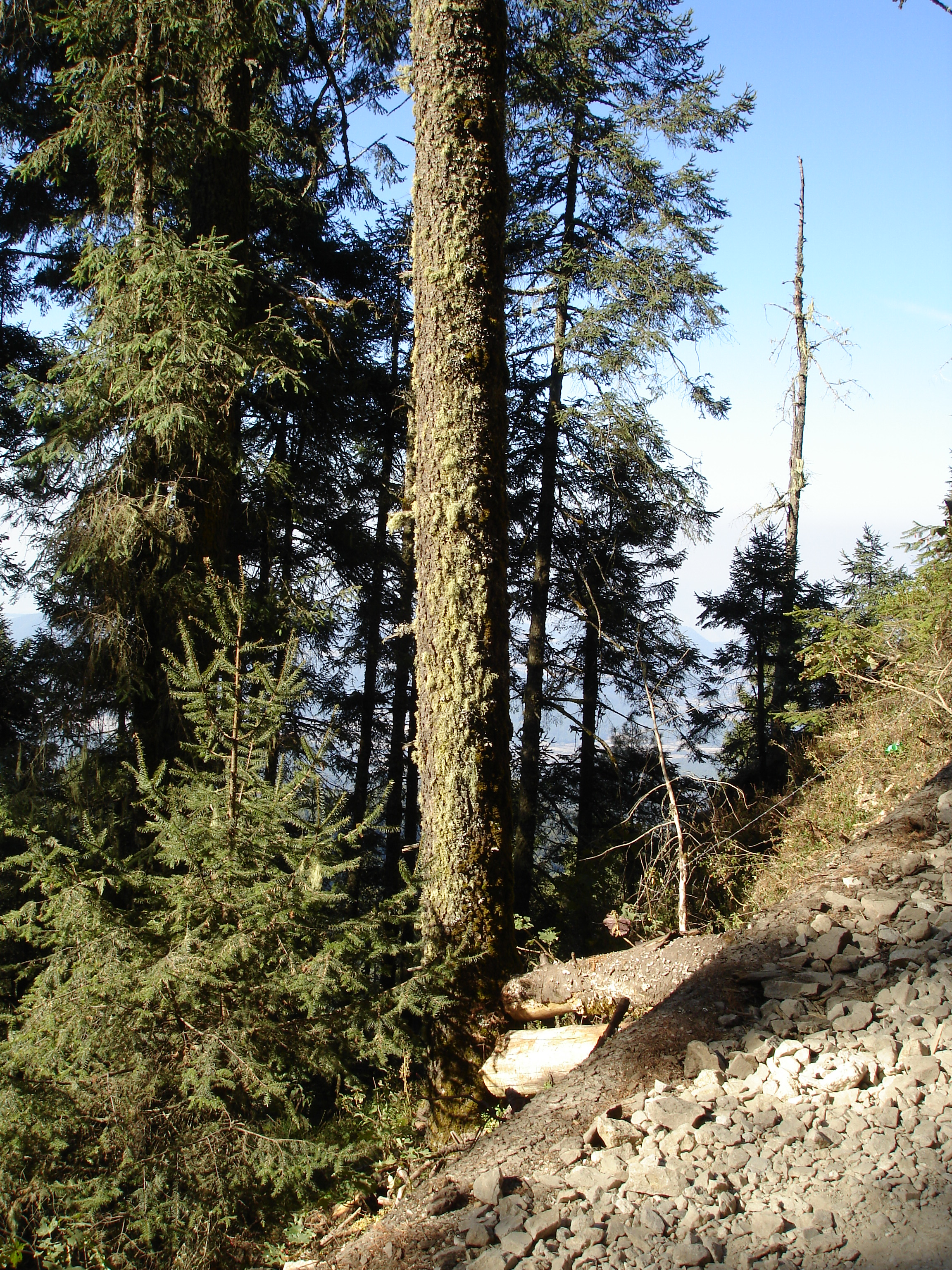
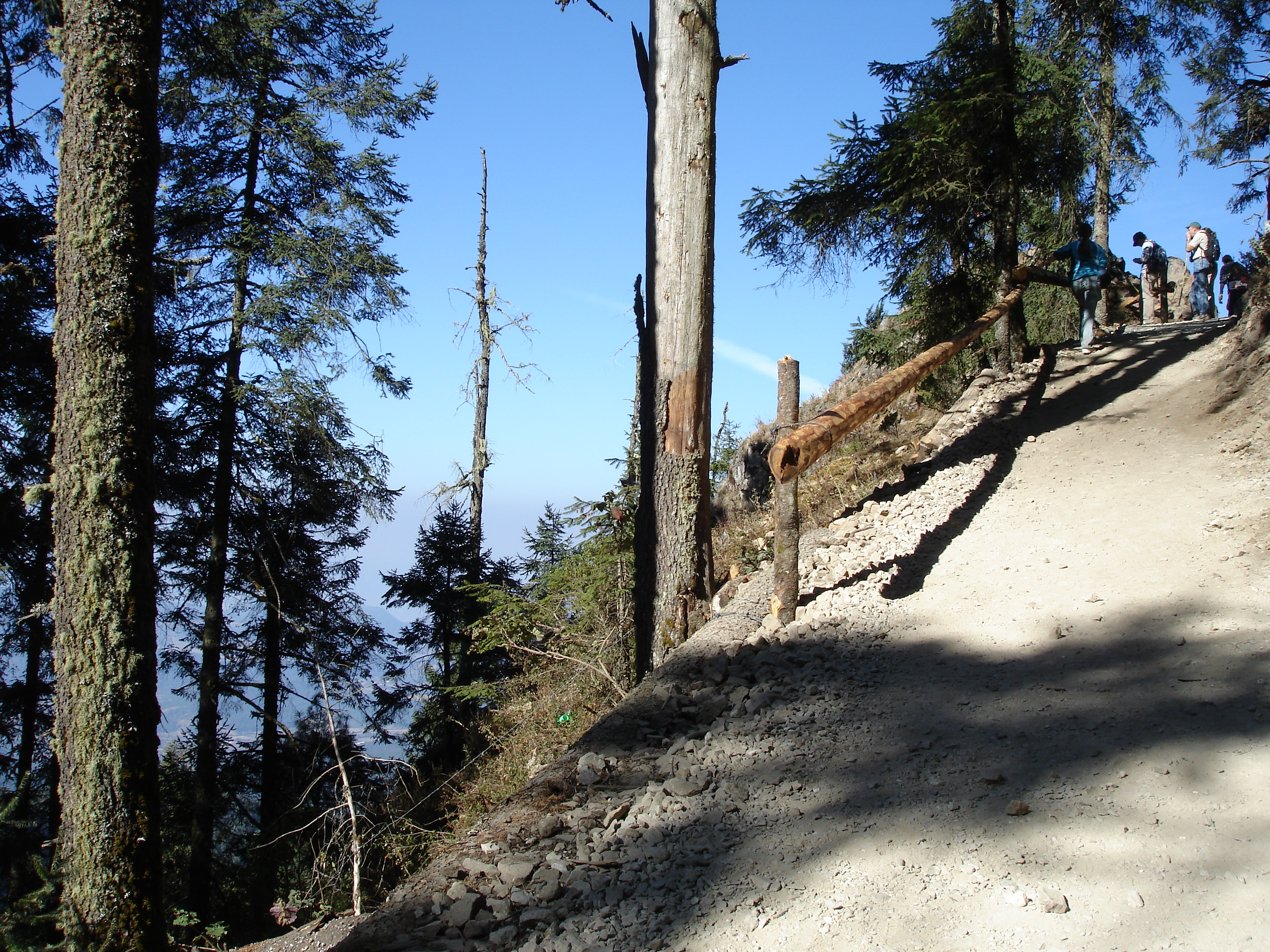
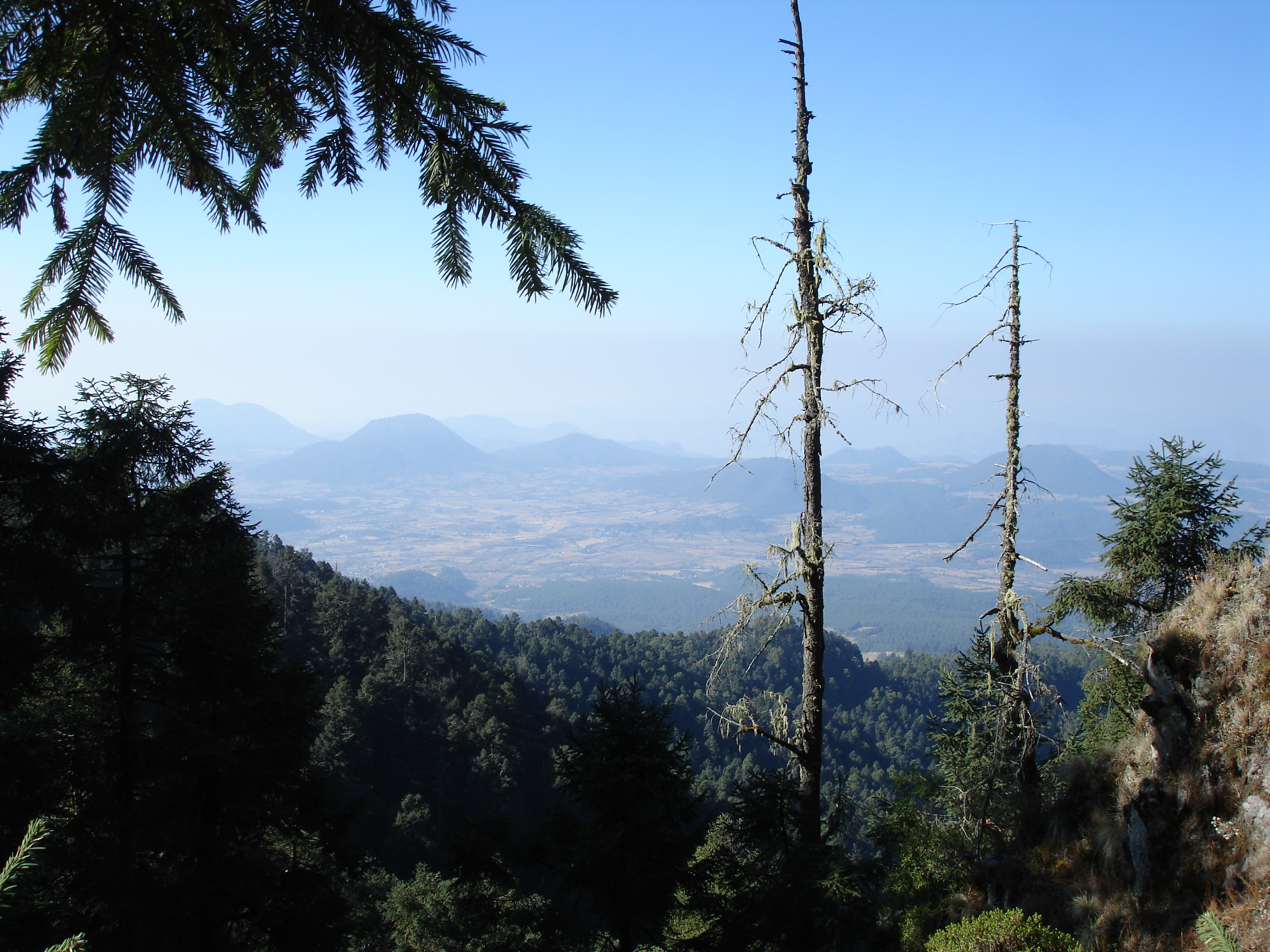
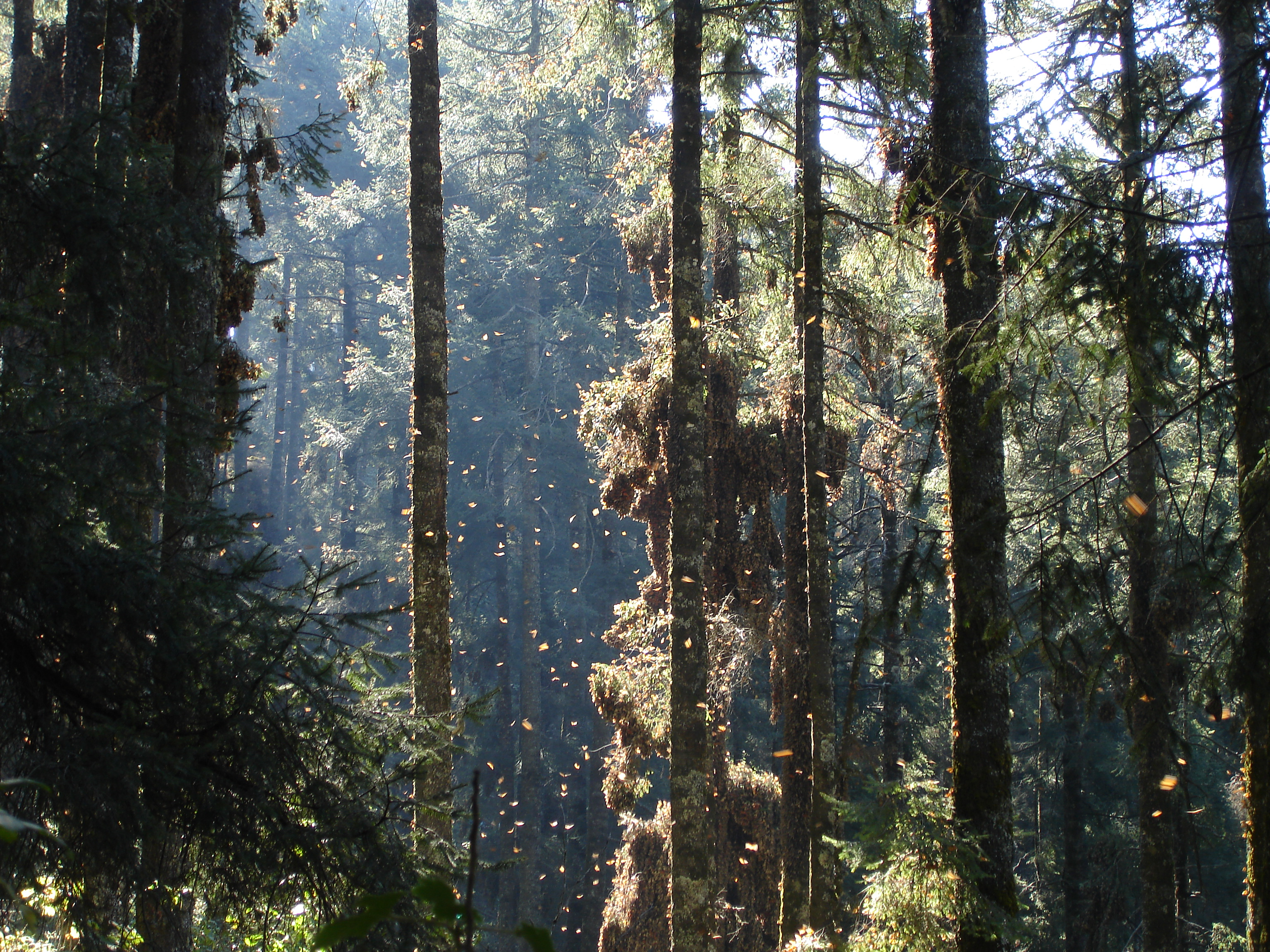
Abies religiosa med koloni av monarkfjärilar
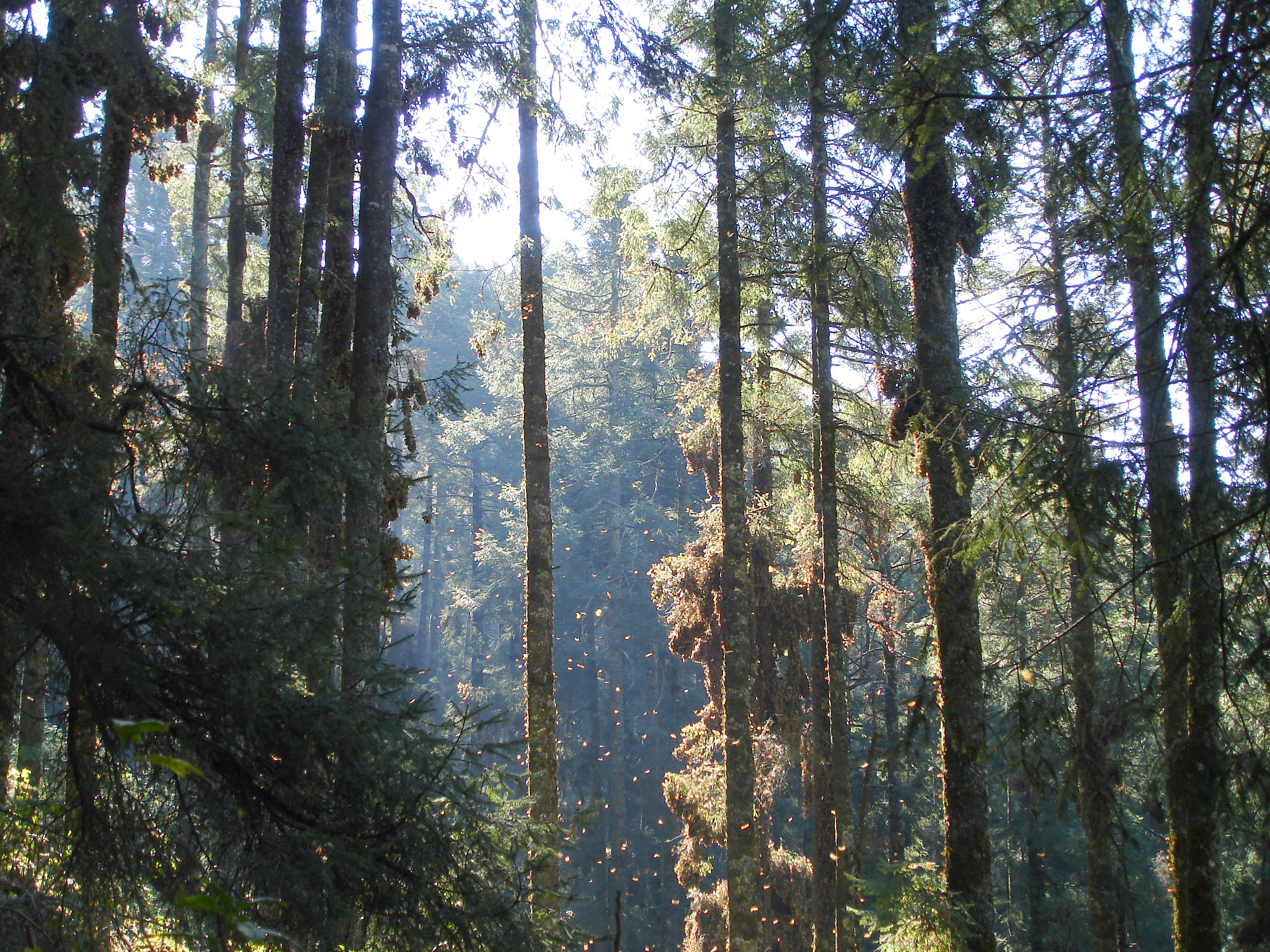
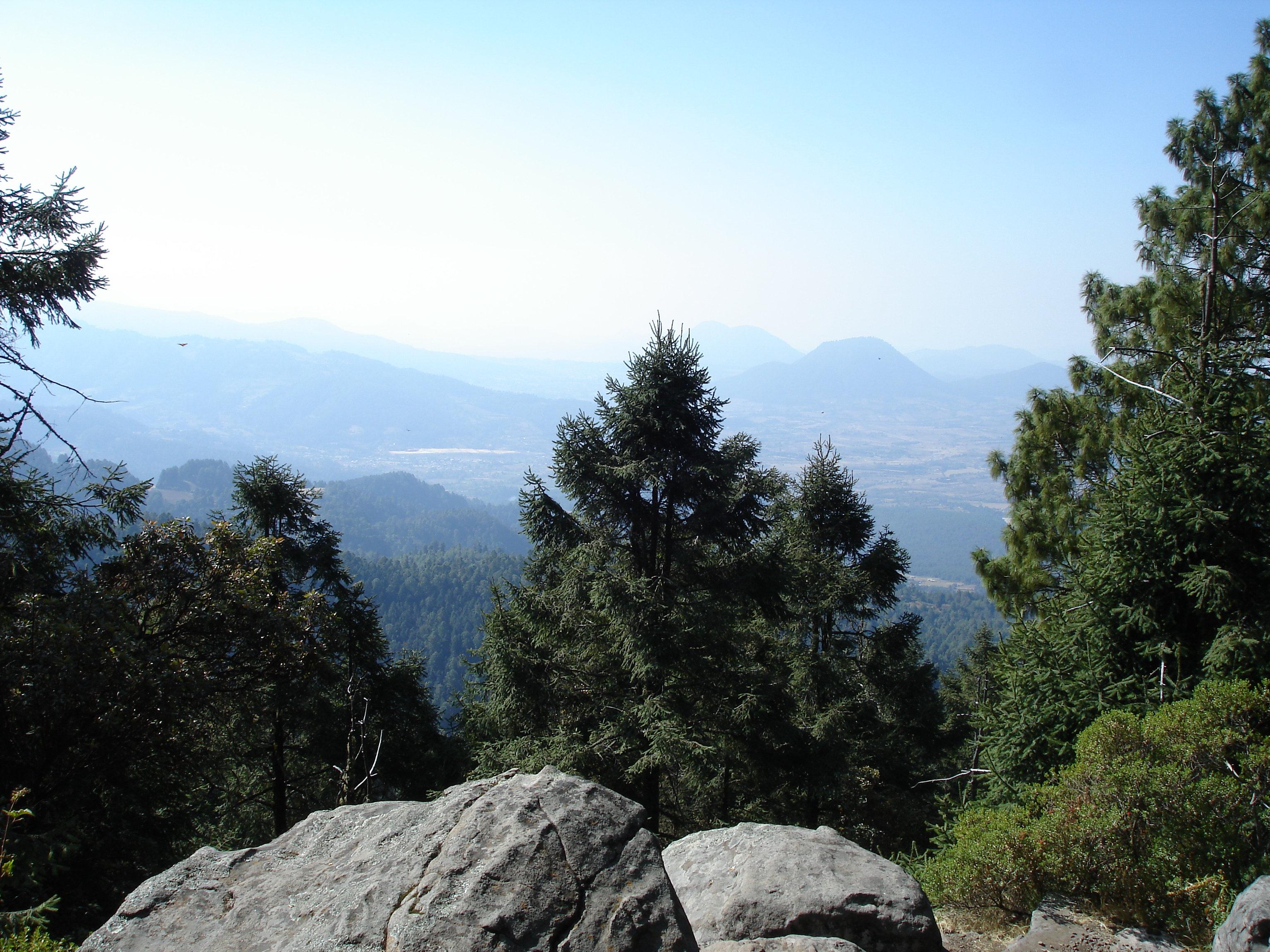